# Антонелли, Этьен
Этьен Антонелли (англ.  Etienne César Antonelli; 24 августа 1879, Валенсия, Испания — 7 марта 1971, Монпелье, Франция) — французский экономист и политический деятель, профессор права, депутат Верхней Савойи в 1924—1932 годах.

## Биография
Этьен родился 24 августа 1879 года в городе Валенсия, Испания в семье корсиканского торговца и экспортера вин.
Образование получил в лицее Марселя, защитил первую диссертацию в 1905 году на тему «Протекционизм виноградарства со стороны государства» на факультете права в Марселе, а в Париже вторую диссертацию в 1906 году на тему «Расторжение договора трудового найма».
Преподавательскую деятельность начал в качестве преподавателя на юридическом факультете в Монпелье в 1906—1910 годах, в 1910—1913 годах стал лектором на факультете права в Париже, с 1913 года в Университете Пуатье.
В 1906 году был одним из основателей Комитета социальной демократии вместе с Поль-Бонкуром и Эдуардом Эррио.
В период Первой мировой войны был мобилизован, в 1915 году получил ранение и был награждён крестом ордена почетного легиона. С июня 1917 года по июнь 1918 года являлся военным атташе в России, в 1920 году командирован в Египет. Будучи свидетелем Октябрьской революции, изложил свои довольно благожелательные впечатления о ней в книге «Большевистская Россия» («La Russie bolchéviste»), переведённую на ряд языков.
В 1919 году был назначен профессором права на юридический факультет в Лионе, где работал до 1924 года.
11 мая 1924 года был избран в депутаты Верхняя Савойя от списка левых, вошёл в группу социалистических партий. Был членом комиссии по социальному страхованию, комиссии гражданского законодательства и уголовным делам, комиссии по Алжиру, колонии и протектората. Являлся создателем первой системы обязательного социального страхования во Франции. 29 апреля 1928 года был переизбран на второй срок, где был членом комиссии по страхованию, и в комитете по финансам. В мае 1932 года на выборах не был переизбран.
И в 1932—1934 годах был заведующим кафедры социального страхования в Консерватории искусств и ремёсел, а в 1934 году был назначен профессором, в 1938 году гранд-профессором, а в 1945 году стал президентом юридического факультета в Монпелье.
Автор ряда работ, включая: «Социалистическая демократия перед лицом современных идей» («La Démocratie Socialiste devant les idées présentes», 1911); «Рабочая деятельность» («Les Actions de Travail», 1912); «Основы чистой экономии» («Les principes d'Économie pure», 1914); «Африка и Версальский мир» («L’Afrique et la paix de Versailles», 1922). Был главным редактором газеты «La Démocratie Sociale», постоянный сотрудник газеты «Peuple» и многочисленных журналов.
Антонелли умер 7 марта 1971 года в Монпелье во Франции.

## Награды
Э. Антонелли был награждён:
- кавалер Ордена Почётного легиона,
- командор Ордена Почётного легиона,
- офицер Ордена Академических пальм.